# 李仲举
李仲举（?—?），名超，字仲举，以字行，陇西郡狄道县（今甘肃省临洮县）人，出自陇西李氏姑臧第三房，北齐、北周、隋朝官员。

## 生平
李仲举性情方正有能力，皮肤白皙美须眉，开朗乐观，风度豁达。博览经史，不钻研章句，对吉凶礼制有兴趣。弱冠之年，在北齐为襄城王大司马参军事。当时尚书左仆射元文遥以令长之官多出寒贱，奏请改选，尽量用高门。李仲举与范阳卢昌衡等八人，同被征用。以李仲举为司州修武令。李仲举在任宽厚简明，官民称之为宽明。于时卢昌衡为平恩令，百姓称之为恩明。所以当时称道卢昌衡、李仲举恩宽之政。
武平初年，持节，出使南定。州民都是蛮人，住在边境的山区。李仲举宣明朝廷的旨意，边服清静，朝廷大嘉表彰，还京，授为晋州别驾。北周军围晋州，外无救援，行台左丞侯子钦在内计划叛乱，想要与李仲举同谋，害怕他的严正，多次将言而止。李仲举揣测知其内情，就先问他侯子钦说，情势危急，我们应该另想办法。李仲举正色说，臣子之义，固有常道。侯子钦于是夜投周军。城破，周将梁士彦听说李仲举之名，和他言及时事。梁士彦劝他以百里奚、李左车一样，李仲举建议周军先明德泽，远示威怀，如王者之师，征而不战。梁士彦深以为然。城败之后，公私荡然无存，军人簿帐，很多都亡毁，户口仓储，无所凭据。事无大小，梁士彦委托李仲举，丝毫无漏，于军用很有帮助。
平邺城后，李仲举按例全家入关。李仲举以亲故流离，不愿前住，妻子的伯父京兆尹博陵崔宣猷留下他不许去。得还邺城。周武帝诏书，命州郡押送，李仲举害怕严命而至长安。补秋官宾部上士，不合情愿，就请假而回。
隋文帝开皇年间，秦王杨俊镇洛州，召他补为州主簿。友人蜀王府记室范阳卢士彦问李仲举为什么这次接受征辟，李仲举笑道：“屈伸之事，非你所知。”不久敕书让他赴京，朝廷以仲举逗留州里，黜为隆州录事参军。不久因病回家，以琴书自娱，优游赏逸，淡然人世。朝廷举士，著作郎王劭又推荐他应诏。担任冀州清江县令，不久，又因病回家。后根据资历，授帅都督、洛阳令。始终不去任职。在洛阳永康里宅去世。时年六十三岁。

## 家族

### 父亲
- 李晓，北齐平西将军、东郡太守

### 兄弟姐妹
- 李伯山
- 李季远

### 夫人
- 崔曜曜，出自博陵崔氏的博陵第二房，北齐伏波将军、襄垣郡太守崔宣度第二女[1]

### 子女
- 李大师，窦夏尚书礼部侍郎
- 李行师，唐朝邛州刺史
- 李氏，嫁益州新都县尉郑师万